# Communauté de communes des Monts du Pilat
La communauté de communes des Monts du Pilat est une communauté de communes française, située dans le Sud du département de la Loire, en région Auvergne-Rhône-Alpes.

## Historique
La communauté de communes des Monts du Pilat (CCMP) a été fondée le 1er janvier 2004, par la fusion du Syndicat Intercommunal à Vocation Multiple (SIVOM) du canton du Haut-Pilat (créé en 1981) et de la communauté de communes de la Déôme (créée en décembre 1993).
Elle regroupe les seize communes des anciens cantons de Bourg-Argental et de Saint-Genest-Malifaux.

## Territoire communautaire

### Composition
La communauté de communes est composée des 16 communes suivantes :

| Nom                        | Code Insee | Gentilé          | Superficie (km2) | Population (dernière pop. légale) | Densité (hab./km2) |
| -------------------------- | ---------- | ---------------- | ---------------- | --------------------------------- | ------------------ |
| Bourg-Argental (siège)     | 42023      | Bourguisans      | 20,15            | 2 920 (2022)                      | 145                |
| Le Bessat                  | 42017      | Bessataires      | 10,06            | 525 (2022)                        | 52                 |
| Burdignes                  | 42028      | Burdinands       | 30,81            | 409 (2022)                        | 13                 |
| Colombier                  | 42067      | Croquants        | 17,86            | 295 (2022)                        | 17                 |
| Graix                      | 42101      | Grêlans          | 8,58             | 134 (2022)                        | 16                 |
| Jonzieux                   | 42115      | Jonzieutaires    | 10,32            | 1 229 (2022)                      | 119                |
| Marlhes                    | 42139      | Marlhiens        | 32,6             | 1 338 (2022)                      | 41                 |
| Planfoy                    | 42172      | Planfoyards      | 12,27            | 1 072 (2022)                      | 87                 |
| Saint-Genest-Malifaux      | 42224      | Genésiens        | 47,08            | 2 912 (2022)                      | 62                 |
| Saint-Julien-Molin-Molette | 42246      | Piraillons       | 9,45             | 1 143 (2022)                      | 121                |
| Saint-Régis-du-Coin        | 42280      | Cointarants      | 20,4             | 416 (2022)                        | 20                 |
| Saint-Romain-les-Atheux    | 42286      | San-Roumi        | 14,68            | 949 (2022)                        | 65                 |
| Saint-Sauveur-en-Rue       | 42287      | San-Salvatoriens | 30,26            | 1 083 (2022)                      | 36                 |
| Tarentaise                 | 42306      | Tarentaisiens    | 12,57            | 509 (2022)                        | 40                 |
| Thélis-la-Combe            | 42310      | Thélinands       | 14,57            | 143 (2022)                        | 9,8                |
| La Versanne                | 42329      | Rhutiangers      | 15,13            | 386 (2022)                        | 26                 |

### Démographie
| 1968   | 1975   | 1982   | 1990   | 1999   | 2008   | 2013   | 2018   |
| ------ | ------ | ------ | ------ | ------ | ------ | ------ | ------ |
| 11 999 | 11 932 | 12 995 | 13 084 | 14 084 | 15 257 | 15 281 | 15 237 |

## Administration

### Siège
Le siège de la communauté de communes est situé à Bourg-Argental.

### Les élus
Le conseil communautaire de la communauté de communes se compose de 36 conseillers, représentant chacune des communes membres et élus pour une durée de six ans.
Ils sont répartis comme suit :
| Nombre de conseillers | Communes                                                            |
| --------------------- | ------------------------------------------------------------------- |
| 6                     | Bourg-Argental, Saint-Genest-Malifaux                               |
| 3                     | Jonzieux, Marlhes, Saint-Julien-Molin-Molette, Saint-Sauveur-en-Rue |
| 2                     | Planfoy, Saint-Romain-les-Atheux                                    |
| 1 (+1 suppléant)      | les autres communes                                                 |

### Présidence
Le président de la communauté de communes est Stéphane Heyraud, maire PS de Bourg-Argental.
| Période                                  | Période                       | Identité         | Étiquette | Qualité                           |
| ---------------------------------------- | ----------------------------- | ---------------- | --------- | --------------------------------- |
| Les données manquantes sont à compléter. |                               |                  |           |                                   |
| ?                                        | En cours (au 16 juillet 2020) | Stéphane Heyraud | PS        | maire de Bourg-Argental (2008 → ) |

### Compétences
Communauté de Communes des Monts du Pilat est un établissement public à caractère intercommunal (EPCI). À ce titre, elle dispose d'un ensemble de compétences obligatoires et de compétences optionnelles.
Parmi ses compétences obligatoires, on retrouve :
Le développement économique
Aménagement, entretien et gestion de zones d’activité industrielle, commerciale, tertiaire, artisanale ou touristique.
Gestion d'ateliers-relais communautaires.
Conception d'opérations d'animation et de dynamisation de l'artisanat, du commerce et de l’agriculture.
Contractualisation avec le Département de la Loire et la Région Rhône-Alpes sur des politiques de développement intercommunal.
Participation aux réflexions en matière d’emploi (Maisons de l’Emploi).
L'aménagement de l'espace communautaire
Élaboration du Schéma de Cohérence Territoriale (SCOT)
Gestion du droit des sols : organisation pour le compte des communes membres volontaires d’un service « instruction des actes et autorisations du droit des sols »
Création ou aménagement et entretien de voirie d’intérêt communautaire
Protection et mise en valeur de l'environnement
Elimination et valorisation des déchets des ménages et déchets assimilés
Aménagement de rivières dans le cadre de procédures contractuelles opérationnelles
Études liées à la résorption des points noirs agricoles
Charte paysagère : maîtrise d'ouvrage
Études et/ou réalisations des projets de technologies innovantes (éolien, hydraulique, solaire) pour un développement durable conformément à la Charte du Parc naturel régional du Pilat
Parmi ses compétences optionnelles, on retrouve :
La politique du logement et du cadre de vie
Programme Local de l'Habitat : élaboration, animation, suivi et financement
Opérations Programmées d'Aménagement de l'Habitat
Le tourisme 
Opérations touristiques d'intérêt communautaire
Gestion des équipements touristiques d’intérêt communautaire
Aménagement, gestion, développement de l’Espace Nordique du Haut-Pilat, des Via Ferrata de Planfoy, du site de la Croix de Chaubouret
Aménagement touristique de la Forêt de Taillard et de la Base de Loisirs des Régnières à Saint-Sauveur-en-Rue
Accueil et information touristique (Offices de Tourisme / Syndicats d’Initiatives)
Pistes cyclables
La culture
Soutien des actions et subventions aux Associations œuvrant dans le domaine culturel, sportif, environnemental, social
L'action sociale et la petite enfance
Création d'un établissement public intercommunal chargé de la gestion et de l'administration d'un établissement médico-social accueillant des adultes handicapés sur la commune de Saint-Julien-Molin-Molette
Réalisation d'études sur des projets sociaux (petite enfance, jeunesse et contractualisation)
La petite enfance
Gestion des crèches, haltes-garderies, jardins d'enfants existants et futurs
Animation du Relais Assistantes Maternelles Parents-Enfants
Les technologies de la communication (TIC)
Elaboration d’une stratégie visant à développer les infrastructures
Participation à la mise en œuvre d’une politique d’extension du réseau haut-débit

### Régime fiscal et budget
Le régime fiscal de la communauté de communes est la fiscalité professionnelle unique (FPU).